# محمد حاشي
محمد عبدي حاشي (توفي 12 يوليو 2020) (بالصومالية: Maxamed Cabdi Xaashi)، سياسي صومالي، شغل منصب رئيس جامعة جنوب المحيط الهادئ خلال التسعينات.
كان نائب الرئيس في عهد عبد الله يوسف أحمد من أغسطس 1998 إلى أكتوبر 2004.  وكان الرئيس المؤقت لأرض البنط من أكتوبر 2004 إلى 8 يناير 2005.
توفي في العاصمة الكينية نيروبي في 12 يوليو 2020.